# Bandar Seri Begawan
Bandar Seri Begawan, amb una població estimada de 64.000 habitants (2005), és la capital del soldanat de Brunei, port situat al mar de la Xina Meridional. L'economia de la ciutat es basa en la producció de mobles, tèxtils, artesania i fusta. Hi destaquen el Palau del Sultà de Brunei, un dels més grans del món, i la mesquita del Sultà Omar Alí Saifuddín.
Una de les curiositats de la ciutat és un poble proper, Kampung Ayer, construït sobre el mar, com una petita Venècia.
La primera part del nom, Bandar, ve del persa بندر, que significa "port".